# 田中弦
田中 弦（たなか ゆづる - ）は、日本の実業家。Unipos（旧Fringe81）創業者・代表取締役CEO。

## 来歴
- 1976年、北海道出身[1]。幼少期は京都府で育ち、小・中・高校時代を北海道札幌市で過ごす[2]。北海道札幌旭丘高等学校、千葉大学文学部卒業後、ソフトバンク株式会社入社[1]
- 1999年、ネットイヤーグループ入社[1]
- 2001年、経営コンサルティング会社株式会社コーポレイト・ディレクション入社
- 2004年、ネットエイジ入社、同社執行役員[1]。
- 2005年、株式会社RSS広告社創業・代表取締役就任[1][3][4]
- 2010年、Fringe81（現Unipos）株式会社社名変更[5]。

## 人物
2017年6月にマザーズ上場を果たすが、上場の意義を「事業を堂々とやれるようになる」と語っている。